# Iacob Felecan
Iacob Felecan (Cluj-Napoca, 13 maggio 1914 – 1964) è stato un calciatore rumeno, di ruolo difensore.